# Mogrus frontosus
Mogrus frontosus là một loài nhện trong họ Salticidae.
Loài này thuộc chi Mogrus. Mogrus frontosus được Eugène Simon miêu tả năm 1871.